# Ptychosyrinx bisinuata
Ptychosyrinx bisinuata is een slakkensoort uit de familie van de Turridae. De wetenschappelijke naam van de soort is voor het eerst geldig gepubliceerd in 1901 door Martens.